# Adolf Lüchinger (Politiker)
Adolf Lüchinger (* 24. Januar 1894 in Zürich; † 4. Juli 1949 ebenda; heimatberechtigt in Zürich und Oberriet) war ein Schweizer Politiker (SP). Von 1944 bis 1949 war er Stadtpräsident von Zürich.

## Leben

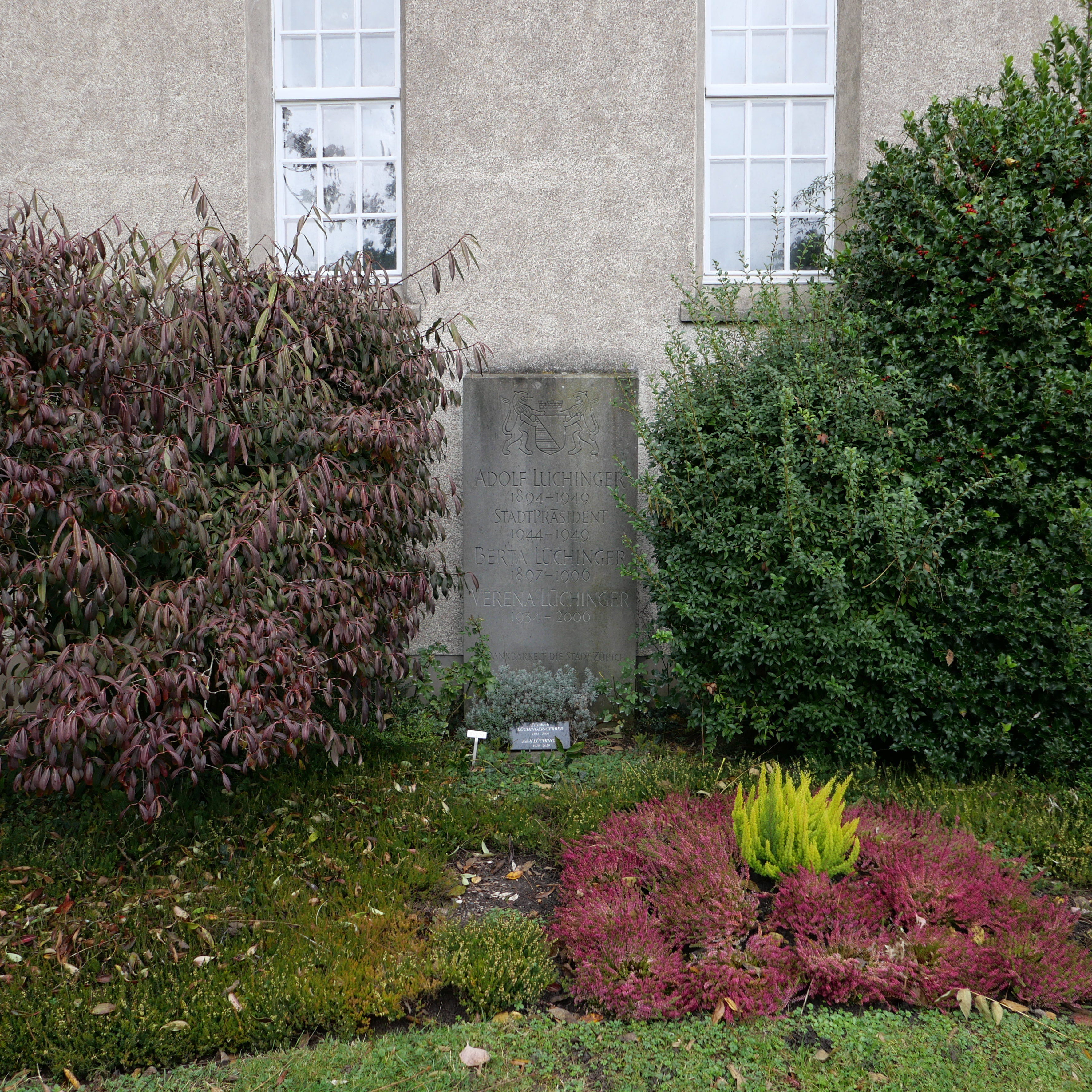
Lüchingers Ehrengrab an der Abdankungskapelle des Friedhofs Hönggerberg

Lüchinger wuchs in einem sozialdemokratischen Elternhaus auf. Von 1918 bis 1923 studierte er Rechtswissenschaft an der Universität Zürich und wurde 1923 zum Dr. iur. promoviert. Ab 1924 war er als Adjunkt für die Pro Juventute tätig, ab 1928 als Bezirks-, ab 1935 als Oberrichter.
Als Mitglied der Sozialdemokratischen Partei sass er von 1927 bis 1942 im Gemeinderat der Stadt Zürich, welchen er 1940/1941 auch präsidierte. Lüchinger wurde 1944 zum Stadtpräsidenten von Zürich gewählt und hatte das Amt bis zu seinem Tod 1949 inne. Er setzte sich dabei unter anderem für den Ausbau sozialer und kultureller Einrichtungen und des Verkehrs ein.
Von 1936 bis 1940 war Lüchinger Präsident des Schweizerischen Arbeiterhilfswerks, von 1939 bis 1944 Präsident der 2. kriegswirtschaftlichen Kommission, von 1945 bis 1949 Mitglied im Schweizerischen Schulrat und von 1946 bis 1949 Mitglied des IKRK.
Lüchinger war verheiratet und der Vater des Bundesrichters Adolf Lüchinger. Nach seinem Tod wurde Lüchinger in einem Familiengrab im Friedhof Hönggerberg beigesetzt. In diesem sind auch Lüchingers Frau Berta, geb. Appenzeller (1897–1996), ihre Tochter Verena (1934–2006), ihr Sohn Adolf (1928–2020) und dessen Frau Elisabeth, geb. Gerber (1933–2009), bestattet.